# Аморонг
Аморонг — вулкан, расположен на острове Лусон в провинции Пангасинан, Филиппины.
Аморонг — вулканический купол, высотой 376 метров. Располагается на равнине к юге от хребта Сьерра-Мадре. Сложен трахитами и андезитами. В составе пород вулкана присутствует повышенное содержание ниобия. Также в магматических породах содержатся небольшие залежи никеля, хрома, магния.
Возникновение вулкана является проявлением линеаментным характером рельефа. Аморонг располагается напротив вулкана Батан. Вулкан относится к вулканической цепи вулканов, в которую входят Араят, Балунгао, Куяпо и другие вулканы. С помощью калиево-аргонового метода датировки установлено, что вулкан возник 1,14 млн лет тому назад.
У вулкана проявляется сольфатарная активность.